# I.N.R.I. (Peter Rosegger)

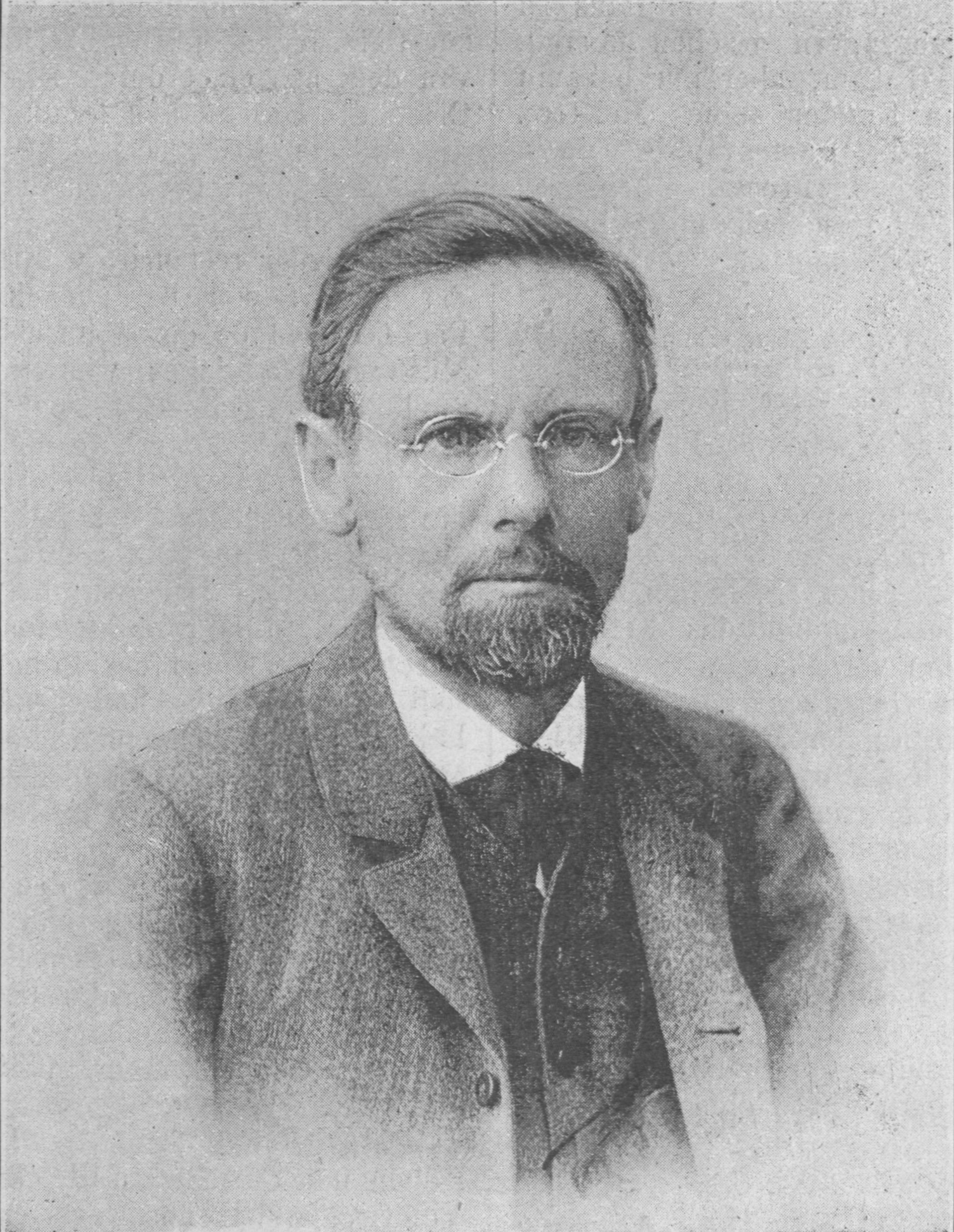
Peter Rosegger im Jahr 1893

I.N.R.I. ist ein Jesus-Roman des österreichischen Schriftstellers Peter Rosegger, der 1905 im Verlag von L. Staackmann in Leipzig herauskam.

## Grundlagen
Vor dem Erscheinen des Romans waren zur Leben-Jesu-Forschung unter anderen Werke von Reimarus (1792) bis William Wrede (1901) publiziert worden.

## Rahmenerzählung
Ein Gnadengesuch beim König wurde eingereicht. Der höchstens 40-jährige Zimmermann Konrad Ferleitner wartet in der Armesünderzelle wochenlang auf seine Hinrichtung. Konrad hatte in mehreren deutschen Großstädten gearbeitet. Der Geselle war in Hamburg einem Verein beigetreten, der ein Attentat auf den Kanzler plante. Konrad war durch Losentscheid als Revolverschütze ausgewählt worden. Obwohl das Opfer überlebt hatte, war Konrad zum Tode durch den Strang verurteilt worden. Konrad hält das Warten kaum aus und schreibt in der Zelle das Leben Jesu auf (Binnenerzählung). Der Zimmermann hat die Niederschrift beendet, als der Kanzler seiner Schussverletzung erliegt. Konrad soll am nächsten Tag hingerichtet werden. Doch er stirbt zuvor in seiner Zelle. Zu Lebzeiten war ihm in seinen letzten Tagen durch das Schreiben Kraft zugeströmt: „Wenn’s kommt, ich werde stark sein.“

## Binnenerzählung
Ferleitner, beschreibt in seiner Jesusbiografie nach dem Muster einer Messiade mindestens drei Exempel. Jesus Christus hat in seiner engeren Heimat am See Genezareth gewirkt. Erstens, ein Wunder: Wie der Nazarener die hohen Wogen genannten Sees zum maßlosen Erstaunen seiner im schwanken Boot um ihre Leben bangenden Jünger leichthin glättete („Sturmstillung“) und unbeschadet auf den Wassern dahergeschritten kam („Seewandel“). Dann zweitens, anschließend am westlichen Seeufer in Magdala sicher gelandet, eine Begegnung, die eine erstaunliche Wendung nimmt: Das gefallene Mädchen Maria Magdalena wird seine getreue Jüngerin. Und drittens, der erste große Auftritt: Am Nordrand des Sees, die grandiose Bergpredigt vor Jesu wachsender Anhängerschaft in Galiläa.
Ferleitner setzt das Element der Wiederholung mehrfach ein. Dazu drei Beispiele: Erstens, Jesus begegnet Maria Magdalena kurz vor seiner Gefangennahme noch einmal im Jerusalemer Bethanien am Fuße des Ölbergs im Hause Marthas. Zweitens, eine Abart solcher erzählerischer Wiederholung ist auch in den wechselnden Sympathien sichtbar, die das jüdische Volk dem Nazarener Messias entgegenbringt, den es schließlich „Aufwiegler“ und „Volksverführer“ schimpft. Drittens, wiederholt sorgt sich Jesu Mutter Maria um ihren Sohn und möchte, dass ihr Junge daheim die schlecht gehende Zimmermannswerkstatt des verstorbenen Vaters Josef mit neuem Leben erfüllt. Der Wanderprediger weist die Flehende streng ab, bleibt aber bis zum Tod am Kreuze innig mit ihr verbunden.
Jesus war vom Präfekten Pontius Pilatus für nicht schuldig befunden worden. Aber die galiläischen Rabbiten hatten Bände belastenden Materials über ihren Landsmann zusammengetragen und der Oberpriester Kaiphas hatte gewarnt: Alles, was Jesus sage, habe einen versteckten Sinn. Schließlich konnte Pontius Pilatus nicht anders. Da die Masse der Juden auf der Jerusalemer Straße lautstark Jesu Tod einforderte, ließ er ihn alsbald zusammen mit den Wüstenräubern Barab und Dismas kreuzigen.

## Verfilmung
- 1923 Deutschland: I.N.R.I. – Ein Film der Menschlichkeit. Stummfilm von Robert Wiene mit Erwin Kalser als Attentäter Konrad Ferleitner, Gregori Chmara als Jesus Christus, Henny Porten als Maria (Mutter Jesu), Asta Nielsen als Maria Magdalena, Bruno Ziener als Simon Petrus, Emil Lind als Thomas, Max Kronert als Jakobus der Ältere, Alexander Granach als Judas Iskariot, Emanuel Reicher als Oberpriester Kaiphas und Werner Krauß als Pontius Pilatus.[1]

### Ausgaben
- I.N.R.I. Frohe Botschaft eines armen Sünders. L. Staackmann, Leipzig 1905 (archive.org).
- I.N.R.I. Frohe Botschaft eines armen Sünders. von Peter Rosegger. L. Staackmann. Leipzig 1916

- I.N.R.I. Outlook Verlag 2018, ISBN 978-3-7326-7087-1

### Sekundärliteratur
- Hans-Anton Ederer: War Peter Rosegger ein religiöser Schriftsteller? Oder: Literarische Wertminderung durch religiöse Sentimentalität. S. 172–185 in: Wendelin Schmidt-Dengler (Hrsg.) und Karl Wagner (Hrsg.): Peter Rosegger im Kontext. Böhlau, Wien 1999, ISBN 3-205-98841-8